# Tifany Roux
Pour les articles homonymes, voir Roux.
 Tifany Roux, née le 29 septembre 1997 à Digne-les-Bains est une  skieuse alpine française.

## Biographie

### Débuts
Elle commence le ski à l’âge de 15 mois avec son père, moniteur de ski, et elle entre au club de ski du Sauze à peine âgée de 5 ans.
En 2010, elle devient triple Championne de France de slalom, slalom géant et Combi-saut dans la catégorie Benjamines (moins de 13 ans).
En 2012, elle prend la 2e place du slalom de la Scara, qui est avec la Topolino, l'une des 2 compétitions internationales des jeunes (moins de 16 ans) qui regroupe les meilleurs skieurs mondiaux de cette catégorie d'âge.
En 2013, elle est Vice-championne de France U16 (moins de 16 ans) de slalom géant.
Le 31 janvier 2014, elle fait ses débuts en Coupe d'Europe dans le Super G de Serre-Chevalier. En mars 2014, elle est Vice-championne de France U18 (moins de 18 ans) de slalom à Méribel.
En janvier 2015, elle dispute le Festival Olympique de la Jeunesse Européenne à Malbun et y prend la 9e place du slalom géant et la 14e du slalom. En mars 2015, elle devient double Championne de France de descente et slalom géant ainsi que Vice-championne de France de slalom, dans la catégorie U18, à Serre-Chevalier. 
Elle intègre l’équipe de France Juniors à partir de la saison 2015-2016. En mars 2016, elle prend une très bonne 4e place dans slalom des championnats de France Elite aux Menuires.  Elle est aussi Vice-championne de France de slalom dans la catégorie U21 (moins de 21 ans).
Elle marque ses premiers points en Coupe d’Europe en prenant la 16e place du combiné de Châtel fin janvier 2017. En mars 2017, elle devient Championne de France de slalom ainsi que Vice-championne de France de slalom géant, dans la catégorie U21, à Lélex. Elle prend encore une très bonne 4e place dans slalom des championnats de France Elite.

### Saison 2017-2018
Elle accède à l’équipe de France B à partir de la saison 2017-2018. 
En février, aux Championnats du monde juniors à Davos, elle prend la 13e place du slalom géant et la 17e place du combiné.
Elle réalise son premier top-10 en Coupe d’Europe, en prenant la 8e place du slalom géant de La Molina le 8 mars 2018.

### Saison 2018-2019
Elle dispute sa première épreuve de Coupe du Monde le 24 février 2019 et y marque ses premiers points d’entrée. Elle y prend la 24e place du combiné de Crans-Montana.
Elle prend la 6e place du classement final de la Coupe d’Europe de combiné, grâce à 2 tops-10 obtenus à Kvitfjell et aux Diablerets.

### Saison 2019-2020
Le 12 janvier 2020, elle obtient son premier top-15 en Coupe du monde en prenant la 15e place du combiné de Altenmarkt- Zauchensee . Le mois suivant elle prend la 16e place du combiné de Crans-Montana. Elle termine à la 16e place du classement général de la Coupe du monde de la spécialité.
Elle obtient aussi 3 tops-10 en Coupe d'Europe de Super G et termine à la 11e du classement général de la Coupe d'Europe de super G.
Sa saison prend début mars en raison de l’arrêt des compétitions de ski dû à la pandémie de maladie à coronavirus.

### Saison 2020-2021
Le 24 janvier 2021, pour son 2d Super G en Coupe du monde, elle marque ses 1er points en prenant une bonne 16e place dans l'épreuve de Crans-Montana.
En février, elle est sélectionnée pour disputer ses premiers championnats du monde, à Cortina d'Ampezzo. Elle y prend la 34e place du super G et abandonne dans le slalom du combiné.
En mars elle devient double Vice-championne de France de descente et de super G à Châtel.

### Saison 2021-2022
Elle obtient 4 tops-20 en Coupe d'Europe (dont 3 en slalom géant). Elle marque des points en Coupe du monde en prenant la 25e place du super G de Lenzerheide. Enfin elle se classe 5e des championnats de France de slalom géant à Auron.

### Saison 2022-2023
En coupe d'Europe elle obtient son meilleur résultat de la saison (et de sa carrière) en se classant 6e du super G de Châtel en février. Fin mars elle fait de très bons championnats de France aux Orres. Elle prend la 3e place du super G et la 4e de la descente. En slalom géant, elle crée la surprise et devient championne de France en devançant Téa Lamboray, Carmen Haro et Tessa Worley.

### Saison 2023-2024
En mai 2023, elle perd son statut de membre de l'équipe de France et s'entraine désormais avec le team privé Orsatus.
Mi-décembre 2023, elle se classe 12e du super G de coupe d'Europe de Saint-Moritz. Cinq jours plus tard elle dispute le super G de coupe du monde de Val d'Isère qu'elle ne termine pas. Début janvier 2024, elle prend la 10e place du slalom géant de coupe d'Europe de Sestrières. Le 20 janvier elle dispute le controversé slalom géant de coupe du monde de Jasna (où plusieurs skieuses mettent fin à leur saison sur blessure) et ne le termine pas. Fin février et mi-mars elle obtient deux nouveaux tops-10 en coupe d'Europe : 7e du super G de Sarntal et 10e du slalom géant d'Hafjell. Le 22 mars 2024, elle remporte une très belle première victoire en coupe d'Europe dans le super G des finales de Kvitfjell, en devançant Magdalena Egger et Nadia Delago. Elle termine la saison à la 5e place du classement général de coupe d'Europe de super G (meilleure française). 
Début avril, elle monte deux fois sur le podium des championnats de France en se classant 3e du slalom géant à Megève et 3e du super G à Avoriaz.
Fin mai, malgré la qualité de ses résultats de la saison, elle n'est pas réintégrée en équipe de France et elle met fin à sa carrière de skieuse alpine. Elle annonce aussitôt se lancer dans le skicross. En 2025, elle participe à la coupe d'Europe de skicross avec une 8e place à  Passo San Pellegrino comme meilleur résultat.

## Palmarès[15]

### Championnats du monde
| Édition / Epreuve               | Super G | Combiné |
| Mondiaux 2021 Cortina d'Ampezzo | 34e     | Abandon |

### Coupe du monde
- Meilleur classement au Général : 89e en 2019-2020 avec 31 points
- Meilleur classement de Combiné : 16e en 2019-2020 avec 31 points
- Meilleur classement de Super G : 42e en 2020-2021 avec 15 points

- Meilleur résultat sur une épreuve de Coupe du monde de super G : 16e à Crans-Montana  le 24 janvier 2021
- Meilleur résultat sur une épreuve de Coupe du monde de Combiné : 15e à Altenmarkt- Zauchensee  le 12 janvier 2020

13 épreuves disputées

#### Classements
| Saison / Épreuve | Saison / Épreuve | Général | Général | Descente | Descente | Super G | Super G | Géant  | Géant  | Slalom | Slalom | Combiné | Combiné |
| ---------------- | ---------------- | ------- | ------- | -------- | -------- | ------- | ------- | ------ | ------ | ------ | ------ | ------- | ------- |
| Saison / Épreuve | Saison / Épreuve | Class.  | Points  | Class.   | Points   | Class.  | Points  | Class. | Points | Class. | Points | Class.  | Points  |
| 2019             | 2019             | 124e    | 7       | -        | -        | -       | -       | -      | -      | -      | -      | 24e     | 7       |
| 2020             | 2020             | 89e     | 31      | -        | -        | -       | -       | -      | -      | -      | -      | 16e     | 31      |
| 2021             | 2021             | 102e    | 15      | -        | -        | 42e     | 15      | -      | -      | -      | -      | -       | -       |
| 2022             | 2022             | 118e    | 6       | -        | -        | 51e     | 6       | -      | -      | -      | -      | -       | -       |

### Championnats du Monde Juniors
| Épreuve / Édition   | Descente | Super G | Slalom géant | Slalom | Combiné |
| Mondiaux 2018 Davos | -        | Abandon | 13e          | -      | 17e     |

### Coupe d'Europe
11 tops-10 dont une victoire :
- 1re du super G de Kvitfjell le 22 mars 2024

124 épreuves disputées

#### Classements
| Saison / Épreuve | Saison / Épreuve | Général | Général | Descente | Descente | Super G | Super G | Géant  | Géant  | Slalom | Slalom | Combiné | Combiné |
| ---------------- | ---------------- | ------- | ------- | -------- | -------- | ------- | ------- | ------ | ------ | ------ | ------ | ------- | ------- |
| Saison / Épreuve | Saison / Épreuve | Class.  | Points  | Class.   | Points   | Class.  | Points  | Class. | Points | Class. | Points | Class.  | Points  |
| 2017             | 2017             | 134e    | 18      | -        | -        | 69e     | 2       | -      | -      | 74e    | 1      | 35e     | 15      |
| 2018             | 2018             | 90e     | 67      | -        | -        | 45e     | 15      | 37e    | 52     | -      | -      | -       | -       |
| 2019             | 2019             | 56e     | 164     | 41e      | 32       | 18e     | 56      | 65e    | 15     | -      | -      | 6e      | 62      |
| 2020             | 2020             | 43e     | 160     | 49e      | 5        | 11e     | 114     | 53e    | 8      | -      | -      | 14e     | 33      |
| 2021             | 2021             | 104e    | 38      | 36e      | 14       | 30e     | 24      | -      | -      | -      | -      | -       | -       |
| 2022             | 2022             | 79e     | 96      | 35e      | 36       | 46e     | 9       | 38e    | 51     | -      | -      | -       | -       |
| 2023             | 2023             | 69e     | 116     | 31e      | 46       | 28e     | 61      | 61e    | 9      | -      | -      | -       | -       |
| 2024             | 2024             | 20e     | 318     | 38e      | 35       | 5e      | 193     | 17e    | 90     | -      | -      | -       | -       |

### Festival Olympique de la Jeunesse Européenne
| Épreuve / Édition | Slalom géant | Slalom |
| FOJE 2017 Malbun  | 9e           | 14e    |

### Championnats de France

#### Elite[16]
| Édition / Epreuve                                        | Descente | Super-G | Slalom géant | Slalom  | Super combiné |
| -------------------------------------------------------- | -------- | ------- | ------------ | ------- | ------------- |
| Championnats 2014 Méribel                                | -        | -       | Abandon      | 13e     | -             |
| Championnats 2015 Serre-Chevalier                        | 10e      | -       | 9e           | 16e     | -             |
| Championnats 2016 Les Menuires                           | 14e      | 18e     | 18e          | 4e      | -             |
| Championnats 2017 Val Thorens/Lélex/Tignes               | -        | 16e     | 5e           | 4e      | Abandon       |
| Championnats 2018 Châtel                                 | -        | 9e      | Abandon      | Abandon | -             |
| Championnats 2019 Auron                                  | 11e      | Abandon | 17e          | -       | -             |
| Championnats 2020 Val Thorens                            | annulée  | annulé  | annulé       | annulé  | annulé        |
| Championnats 2021 Châtel / Saint-Jean-d'Aulps / Les Gets | Argent   | Argent  | Abandon      | -       | Abandon       |
| Championnats 2022 Auron                                  | 19e      | Abandon | 5e           | -       | -             |
| Championnats 2023 Les Orres                              | 4e       | Bronze  | Or           |         |               |
| Championnats 2024 Avoriaz / Megève                       | annulée  | Bronze  | Bronze       | -       | -             |

#### Jeunes
6 titres de Championne de France

##### Juniors U21 (moins de 21 ans)
2017 à Lélex :
- Championne de France de Slalom
- Vice-championne de France de Slalom géant

2016 aux Menuires:
- Vice-championne de France de Slalom

##### Cadettes  U18 (moins de 18 ans)
2015 à Serre-Chevalier :
- Championne de France de Descente
- Championne de France de Slalom géant
- Vice-championne de France de Slalom

2014 à Méribel :
- Vice-championne de France de Slalom

##### Minimes  U 16 (moins de 16 ans)
2013 à Serre-Chevalier :
- Vice-championne de France de Slalom géant

##### Minimes  (moins de 15 ans)
2012 à Serre-Chevalier :
- 3e des championnats de France de Slalom

##### Benjamines (moins de 13 ans)
2010 aux Houches :
- Championne de France de Slalom
- Championne de France de Slalom géant
- Championne de France de Combi-saut
- 3e des championnats de France de Super G